# Góra Gliczyna
Góra Gliczyna – wzgórze (225,3 m n.p.m.) w południowo-zachodniej Polsce, we Wzgórzach Strzelińskich, na Przedgórzu Sudeckim.